# Wojciech Misiuro
Wojciech Misiuro (ur. 1952 w Gdańsku, zm. 22 marca 2023 w Gdańsku) – tancerz, mim, choreograf, reżyser teatralny.

## Życiorys
Misiuro urodził się w Gdańsku, ukończył studium baletowe w Gdańsku oraz studia pantomimy przy Teatrze Pantomimy Henryka Tomaszewskiego. W 1967 związał się z Państwową Operą i Filharmonią Bałtycką (obecnie Opera Bałtycka), następnie tańczył w Operze Wrocławskiej, Teatrze Henryka Tomaszewskiego i Teatrze Stu. W 1975 roku rozpoczął karierę choreografa współpracując z teatrami we Wrocławiu, Łodzi, Krakowie, Gdańsku i Warszawie, a w sezonie 1979-82 został głównym choreografem Teatru Narodowego w Warszawie.
W 1987 założył pierwszy, autorski Teatr Ekspresji, z którym zrealizował własne spektakle: "Umarli potrafią tańczyć" (1988), "Dantończycy" (1989), "ZUN" (1990), "Idole perwersji" (1991), "College No 24" (1992), "Miasto mężczyzn" (1994), "Pasja" (1995), "Kantata" (1997) i "Tango" (1999). Dużo pracował dla telewizji, pierwsza jego realizacja powstała na początku lat 80., był to film baletowy do muzyki Grażyny Bacewicz "Esik w Ostendzie". Dla Redakcji Teatru Telewizji zarejestrowano spektakle: "ZUN" oraz "Umarli potrafią tańczyć" (choreografia i reżyseria: Wojciech Misiuro, realizacja telewizyjna: Beata Dunajewska). Potem Misiuro przygotował dla TVP „Pasję", "Kantatę", a także autorski film zrealizowany dla II Programu TVP "De Aegypto – opera egipska". Za granicę zespół występował na Międzynarodowym Festiwalu Sztuki w Edynburgu, w Spoleto w USA (1992), we Włoszech (1993) oraz w Stambule (1994). Wielu aktorów Teatru Ekspresji, wśród nich Leszek Bzdyl, Krzysztof Dziemaszkiewicz, Bożena Eltermann, Jacek Krawczyk stworzyli własne teatry tańca. W 2000 roku Teatr Ekspresji przestał istnieć. W kolejnych latach współpracował między innymi z Adamem Hanuszkiewiczem, Izabelą Cywińską, Wiesławem Saniewskim, Krzysztofem Orzechowskim i Krzysztofem Warlikowskim. W 2008 roku w Operze Bałtyckiej wraz z Jackiem Przybyłowiczem i Romanem Komassą przygotował spektakl „Men’s Dance”, na który składają się trzy impresje baletowe. Część przygotowana przez Misiuro nosi tytuł "Tamashii". W 2011 roku w Operze Bałtyckiej zrealizował kolejny balet "Sen" do muzyki Arvo Pärta.